# Susanne Celik
Susanne Celik (ur. 6 grudnia 1994 w Örebro) – szwedzka tenisistka, reprezentantka kraju w rozgrywkach Pucharu Federacji.
W przeciągu kariery zwyciężyła w siedmiu singlowych i czterech deblowych turniejach rangi ITF. 18 lipca 2016 roku zajmowała najwyższe miejsce w rankingu singlowym WTA Tour – 153. pozycję. Natomiast w deblu jej najwyższą lokatą było 404. miejsce osiągnięte 15 sierpnia 2016 roku.

## Wygrane turnieje rangi ITF
| turnieje z pulą nagród 100 000 $ |
| turnieje z pulą nagród 75 000 $  |
| turnieje z pulą nagród 50 000 $  |
| turnieje z pulą nagród 25 000 $  |
| turnieje z pulą nagród 15 000 $  |
| turnieje z pulą nagród 10 000 $  |

### Gra pojedyncza
|    | Data       | Turniej        | ($)    | Naw.   | Finalistka         | Wynik         |
| 1. | 23/06/2013 | Szarm el-Szejk | 10 000 | twarda | Pia Kōnig          | 6:4, 6:0      |
| 2. | 11/05/2014 | Inczon         | 25 000 | twarda | Han Xinyun         | 4:6, 6:3, 6:4 |
| 3. | 01/06/2014 | Szarm el-Szejk | 10 000 | twarda | Ola Abou Zekry     | 6:1, 6:2      |
| 4. | 03/04/2016 | Kōfu           | 25 000 | twarda | Zhu Lin            | 7:6(3), 6:3   |
| 5. | 10/04/2016 | Changwon       | 25 000 | twarda | Kristie Ahn        | 6:2, 6:0      |
| 6. | 25/06/2016 | Ystad          | 25 000 | ziemna | Akgul Amanmuradova | 6:1, 6:3      |
| 7. | 03/07/2016 | Helsingborg    | 25 000 | ziemna | Daniela Seguel     | 6:4, 6:2      |